# Ritorno all'isola di Nim
Ritorno all'isola di Nim (Return to Nim's Island) è un film del 2013 diretto da Brendan Maher.
Pellicola avventura-fantasy di produzione australiana, con protagonisti Bindi Irwin, Matthew Lillard, Toby Wallace e John Waters; è la trasposizione cinematografica del romanzo per ragazzi L'isola di Nim di Wendy Orr.
Si tratta del sequel del film del 2008 Alla ricerca dell'isola di Nim.

## Trama
Tre anni dopo gli eventi nel film Alla ricerca dell'isola di Nim, l'isola affronta una nuova sfida.
Gli operatori della nave del bucaniere hanno avuto il permesso per sviluppare un resort dei pirati sull'isola e Nim e suo padre si dedicano a piani separati per fermarli. Nel frattempo, un ragazzo di città, Edmund, che incontrò già in precedenza Nim e decise di volerla rivedere, è fuggito da casa sull'isola, portando involontariamente anche i bracconieri.
Con suo padre Jack Rusoe lontano sulla terraferma, Nim deve imparare a collaborare con Edmund per salvare l'isola dai bracconieri.